# Akira Sone
Akira Sone (素根 輝, Sone Akira), née le 9 juillet 2000 à Kurume, est une judokate japonaise. Luttant dans la catégorie des plus de 78 kg, lourds, elle est médaillée d'or aux Jeux asiatiques en 2018, puis devient championne du monde lors des mondiaux 2019 avant de remporter le titre olympique lors des Jeux olympiques 2020 disputés en 2021 à Tokyo.

## Palmarès

### Compétitions internationales
| Année | Compétition           | Lieu    | Résultat | Catégorie     |
| ----- | --------------------- | ------- | -------- | ------------- |
| 2018  | Jeux asiatiques       | Jakarta | 1re      | Plus de 78 kg |
| 2019  | Championnats du monde | Tokyo   | 1re      | Plus de 78 kg |
| 2021  | Jeux olympiques       | Tokyo   | 1re      | Plus de 78 kg |
| 2023  | Championnats du monde | Doha    | 1re      | Plus de 78 kg |

Outre ses médailles individuelles, elle obtient des médailles dans des compétitions par équipes
| Année | Compétition                   | Lieu     | Résultat |
| ----- | ----------------------------- | -------- | -------- |
| 2017  | Championnats du monde (mixte) | Budapest | 1re      |
| 2018  | Championnats du monde (mixte) | Bakou    | 1re      |
| 2019  | Championnats du monde (mixte) | Tokyo    | 1re      |
| 2021  | Jeux olympiques (mixte)       | Tokyo    | 2e       |

### Tournois Grand Chelem et Grand Prix
| Année | Compétition     | Lieu       | Résultat | Catégorie     |
| ----- | --------------- | ---------- | -------- | ------------- |
| 2016  | Grand Chelem    | Tokyo      | 2e       | Plus de 78 kg |
| 2017  | Grand Prix      | Düsseldorf | 3e       | Plus de 78 kg |
| 2017  | Grand Chelem    | Tokyo      | 2e       | Plus de 78 kg |
| 2018  | Grand Chelem    | Paris      | 3e       | Plus de 78 kg |
| 2018  | Grand Prix      | Hohhot     | 1re      | Plus de 78 kg |
| 2018  | Grand Chelem    | Osaka      | 2e       | Plus de 78 kg |
| 2018  | Masters mondial | Guangzhou  | 1re      | Plus de 78 kg |
| 2019  | Grand Chelem    | Paris      | 3e       | Plus de 78 kg |
| 2019  | Grand Prix      | Zagreb     | 1re      | Plus de 78 kg |
| 2019  | Grand Chelem    | Osaka      | 1re      | Plus de 78 kg |
| 2021  | Grand Chelem    | Tachkent   | 1re      | Plus de 78 kg |
| 2022  | Masters mondial | Jérusalem  | 3e       | Plus de 78 kg |